# Gertrud Meili-Dworetzki
Gertrud Meili (geboren als Gertrud Dworetzki 1912 in Danzig, Deutsches Reich; gestorben 9. April 1995 in Bern) war eine Schweizer Psychologin.

## Leben
Gertrud Dworetzki war eine Tochter eines Getreide- und Futtermittelhändlers, ihre 1908 geborene Schwester Eva Dworetzki wurde Buchhändlerin. Sie besuchte ein Jahr in Frankfurt Vorlesungen von Max Horkheimer und Theodor W. Adorno, Karl Mannheim und Paul Tillich. Danach studierte sie nach 1933 in Bern und Genf Psychologie. Meili promovierte und befasste sich in zahlreichen Fachartikeln und Büchern mit der Verbindung zwischen Psychologie und Philosophie. Nachdem ihr Gatte Richard Meili, mit dem sie zwei Söhne hatte, 1949 auf den Lehrstuhl für Psychologie an der Berner Universität berufen worden war, wurde sie dessen Mitarbeiterin. Zudem übersetzte sie aus dem Englischen und Französischen.

## Schriften (Auswahl)
- Johanna Schopenhauer, Verlag Droste, 1987, ISBN 3-7700-0742-5
- Spielarten des Menschenbildes: ein Vergleich der Menschenzeichnungen japanischer und schweizerischer Kinder, Verlag Huber, 1982, ISBN 3-456-81097-0
- Das Bild des Menschen in der Vorstellung und Darstellung des Kleinkindes, Verlag Huber, 1957
- Lust und Angst: Regulative Momente in der Persönlichkeitsentwicklung zweier Brüder, Verlag Huber, 1959
- Heimatort Freie Stadt Danzig, Verlag Droste, 1985, ISBN 3-7700-0683-6

Übersetzungen
- Sigmund Freud, Leben und Werk: Die letzte Phase : 1919 - 1939, Ernest Jones, Dt. Taschenbuch-Verlag, 1984
- Jahre der Reife, 1901-1919, Band 2 von Das Leben und Werk von Sigmund Freud, Autoren Ernest Jones, Katherine Jones, Verlag Huber, 1982, ISBN 3-456-81194-2